# Illa Korovin
Korovin (en aleuta Tanĝanuk) és una illa deshabitada de les illes Shumagin, a la península d'Alaska, a l'estat d'Alaska, Estats Units. Té una superfície de 67,85 km² i es troba al nord-est de Popof.
El nom li va ser posat pels russos, en honor a Ivan Korovin, un explorador que va visitar aquesta regió el 1762. El nom Korovin deriva del rus Korova que significa "vaca".